# 왕자오 (레슬링 선수)
왕자오(중국어 간체자: 王娇, 정체자: 王嬌, 병음: Wáng Jiāo, 한자음: 왕교, 1988년 1월 20일~)는 중화인민공화국의 레슬링 선수이다. 베이징에서 열린 2008년 하계 올림픽에서 여자 자유형 헤비급 금메달을 획득했다.

## 같이 보기
- 2012년 하계 올림픽 중국 선수단